# 井店镇 (涉县)
井店镇，是中华人民共和国河北省邯郸市涉县下辖的一个乡镇级行政单位。

## 行政区划
井店镇下辖以下地区：
井店一街村、井店二街村、井店三街村、井店四街村、下庄村、台东村、台西村、台南村、台北村、前池耳村、后池耳村、庙峧村、玉林井村、石井沟村、银河井村、北峧村、老爷庙村、禅房村、刘家村、西坡村、东坡村、拐里村、曹家安村、王金庄一街村、王金庄二街村、王金庄三街村、王金庄四街村和王金庄五街村。

## 中国传统村落
- 王金庄村